# Bruno Bazile
Pour les articles homonymes, voir Bazile.
Bruno Bazile, né le 17 juin 1961, est un auteur de bande dessinée français.

## Biographie
Né à Saint-Nazaire le 17 juin 1961, résidant durant sa jeunesse à Saint-Marc-sur-Mer, Bruno Bazile découvre le neuvième art par la lecture du journal Spirou. Il fait partie de « l'école nazairienne » de BD avec Dan, le dessinateur humoristique Dominique Mainguy, Yves Magne et l'auteur réaliste Jocelyn Gille. Tout en suivant le cursus de licence d'arts plastiques à l'université Rennes II, il pratique la BD, proche des rennais Michel Plessix et Jean-François Miniac. Sa première parution est la série Valentine, co-dessinée avec Jean-François Miniac et scénarisée par Didier Teste, publiée dans le mensuel Mikado, chez Milan Presse.
C'est par l'intermédiaire de Michel Plessix que le duo Bazile et Miniac initie cette première parution chez l'éditeur Milan où Michel Plessix publie son premier album, La Déesse aux Yeux de Jade. À partir de 1997, Bruno Bazile publie les Forell, sur un scénario de Michel Plessix. Avec Pierre Veys au scénario, il est le dessinateur de la trilogie Les Avatars puis de la série en deux tomes Artur et Merlin.
Enseignant d'arts plastiques en lycée professionnel à Rezé, il mène en parallèle une carrière d'auteur de BD, fortement influencée par le trait et l'esprit de Maurice Tillieux, auquel il rend hommage dans M'sieur Maurice et La Dauphine jaune en 2013 , mais aussi par Albert Uderzo pour la série Sarkosix ,.
En 2014, c'est le début de la série en deux tomes Garage de Paris (collection Plein Gaz, éditions Glénat), avec Vincent Dugomier au scénario. Toujours chez le même éditeur et dans la même collection, parait en 2017, La naissance de la 4 CV .
En 2019 parait Charlie Chaplin (Dupuis) dont il est le dessinateur, faisant équipe avec Bernard Swysen (scénario), et qui s'annonce être le tome 1 de la série Les étoiles de l'histoire.

## Albums

### Défi dans l'Atlantique
- Défi dans l'Atlantique : scénario de Bruno Bazile, dessin de Yves Magne, Soracom, 1984 (et accessoirement de Michel Plessix et Jocelyn Gille)

### Les Forell
- 1 Gelda, Dargaud, 1997
Scénario : Michel Plessix - Dessin : Bazile
- 2 Marcel l'embrouille, Dargaud, 1998
Scénario : Michel Plessix - Dessin : Bazile

### Les faussaires
Bruno Bazile opère ici en solo, il devait y avoir une série intitulée Les faussaires mais un seul tome intitulé Craquelures, de 49 pages, est paru aux éditions Hors collection (série Humour noir) en 2001. En dernière page du volume, l'auteur indique les nouvelles, romans, peintures, ouvrages divers, qui l'ont inspiré pour dessiner ses récits.
Le volume comprend quatre récits concernant des événements qui arrivent dans la vie de peintres. Toutes les planches sont en noir et blanc.
- Les 4 récits :
- 1. Peinture au pistolet

Situation dans le volume : p. 3 à 14
Références littéraires ou picturales : Géricault de Régis Michel in Gallimard Découvertes ; Émission Palettes d'Alain Jaubert.
- 2. Bleu de Prusse

Situation dans le volume : p. 15 à 26
Références littéraires ou picturales : Deux amis, nouvelle de Maupassant ; La guerre de 1870 sous la direction de Bernard Michal.
- 3. Enchères et en Os

Situation dans le volume : p. 27 à 38
Références littéraires ou picturales : L'art et la science de J.-P. Mohen, Gallimard Découvertes ; La Disparition de M. Noble de Maurice Tillieux.
- 4. Un faux air de Vermeer

Situation dans le volume : p. 39 à 49
Références littéraires ou picturales : Vermeer et son temps de H. Koeningsberg ; La perspective dans la collection Passion des Arts.

### Les Avatars
- 1 Des champs de fraise pour toujours[2], Dargaud, 2002
Scénario : Pierre Veys - Dessin : Bazile - Couleurs : Marie
- 2 La Balade de John[11], Dargaud, 2003
Scénario : Veys - Dessin : Bazile - Couleurs : Marie
- 3 The Thames Machine[12],[13], Dargaud, 2004
Scénario : Veys - Dessin : Bazile - Couleurs : Marie

### Arthur et Merlin
- 1 Kid Arthur, Soleil, 2004
Scénario : Pierre Veys - Dessin : Bazile - Couleurs : Marie
- 2 Les Armées du passé, Soleil, 2004
Scénario : Veys - Dessin : Bazile - Couleurs : Marie

### Les Aventures de Sarkozix
- 1 Tout pour ma Gaule, Delcourt collection Humour de rire, 2010
Scénario : Wilfrid Lupano - Dessin : Bruno Bazile - Couleurs : Jérôme Maffre
- 2 Et ils coulèrent des jours heureux, Delcourt collection Humour de rire, 2010
Scénario : Wilfrid Lupano et Guy Delcourt - Dessin : Bazile - Couleurs : Maffre
- 3 N'en jetez plus!, Delcourt collection Humour de rire, 2011
Scénario : Wilfrid Lupano et Guy Delcourt - Dessin : Bazile - Couleurs : Maffre
- 4 La Gaule de l'emploi, Delcourt collection Humour de rire, 2012
Scénario : Wilfrid Lupano - Dessin : Bazile - Couleurs : Maffre
- 5 Sarkozix contre Hollandix, Delcourt collection Humour de rire, 2012
Scénario : Wilfrid Lupano - Dessin : Bazile - Couleurs : Maffre

### M'sieur Maurice
- M'sieur Maurice et La Dauphine jaune - Dessins et scénario : Bazile, Couleur : Yves Magne - Glénat - Treize étrange - Juin 2013

### Garage de Paris
- 1 Dix histoires de voitures populaires, Glénat, collection Plein Gaz, 2014
Scénario : Vincent Dugomier - Dessin : B.Bazile - Couleurs : Yves Magne
- 2 Dix nouvelles histoires de voitures populaires, Glénat, collection Plein Gaz, 2016
Scénario : V.Dugomier - Dessin : B.Bazile - Couleurs : Yves Magne

### La naissance de la 4 CV
- La naissance de la 4 CV, Glénat, collection Plein Gaz, 2017
Scénario : V. Dugomier - Dessin : B. Bazile - Couleurs : Yves Magne